# Lebeckia schlechteriana
Lebeckia schlechteriana är en ärtväxtart som beskrevs av Schinz. Lebeckia schlechteriana ingår i släktet Lebeckia och familjen ärtväxter. Inga underarter finns listade i Catalogue of Life.